# Massimo Luca
Massimo Luca (Santa Margherita Ligure, 4 gennaio 1950) è un chitarrista, compositore e produttore discografico italiano.

## Carriera
È stato con Andrea Sacchi il chitarrista più impiegato dai principali cantautori e artisti italiani degli anni settanta: Lucio Battisti, Fabrizio De André, Paolo Conte, Oscar Prudente, Alice, Drupi, Pierangelo Bertoli, Mina, Adriano Pappalardo, Francesco Guccini, Renato Pareti, Vincenzo Spampinato, Loredana Bertè, Sandro Giacobbe, Ornella Vanoni, Roberto Soffici, Marcella Bella e Gianni Bella, Vito Paradiso, Giangilberto Monti, Walter Foini, Gianfranco Manfredi, Riccardo Fogli, Mia Martini, Bruno Lauzi, Roberto Vecchioni, Edoardo Bennato, Angelo Branduardi, Fabio Concato.
Il 23 aprile 1972, assieme a Gianni Dall'Aglio, Gabriele Lorenzi, Eugenio Guarraia ed Angel Salvador fa parte del gruppo dei 'cinque amici da Milano' che accompagnano Battisti durante il suo storico duetto con Mina a Teatro 10. Si trova inquadrato in seconda fila, subito dietro Mina.
Nel 1974 forma, insieme ad Umberto Tozzi e Damiano Dattoli, il gruppo dei Data, con il quale pubblica il loro unico album Strada bianca.
Come autore, insieme a Paola Palma, vince il Festival di Sanremo 1998 in entrambe le categorie giovani e big con il brano Senza te o con te, interpretato da Annalisa Minetti.
È coautore, insieme a Vince Tempera, e al paroliere Luigi Albertelli, della sigla di Goldrake, noto cartone animato degli anni 70.
È arrangiatore insieme a Gianluca Grignani di: Destinazione Paradiso, La mia storia tra le dita, Falco a metà e del resto dei brani contenuti nell'album di esordio di Grignani. Ha suonato anche con Fiordaliso, Zucchero Fornaciari, Alessio Colombini, Donatella Rettore, Miguel Bosé, Raffaella Carrà, Susanna Parigi, Ricchi e Poveri, Gianna Nannini, Lorenzo Zecchino, Giorgio Conte, Cristiano De André, Marco Carena, Francesca Alotta, Mariadele, Marco Ferradini, Lighea. Nel 1992 ha suonato, con Vince Tempera, Ellade Bandini, Ares Tavolazzi e Maurizio Tirelli, nell'album Ma noi no dei Nomadi, l'ultimo pubblicato dalla band emiliana con il frontman Augusto Daolio.
Scopre e produce artisticamente tra gli altri Grignani e Biagio Antonacci. Produce artisticamente anche Fabrizio Moro, Diego Mancino, Gerardina Trovato e Paola & Chiara.

## Discografia

### Con i Data
- 1974 – Strada bianca

### Come compositore
- Lucio Battisti: Umanamente uomo: il sogno 1972; Il mio canto libero 1972; Il nostro caro angelo 1973; Anima latina 1974
- Marco Ferradini: Dolce piccolo mio fiore 1995
- Fabrizio De André: Fabrizio De André 1981
- Francesca Alotta: Francesca Alotta 1992; Io e te 1993
- Raffaella Carrà: Raffaella Carrà 82 1982
- Renato Pareti: Dal mio lontano 1973; Ansio.lexo.dormipoc 1978; Un altro cielo 1980
- Giorgio Conte: L'erba di S. Pietro 1987
- Marcella Bella: Femmina 1977; Marcella Bella 1981; Sotto il vulcano 1991
- Paolo Conte: Paolo Conte 1984
- Fabrizio Moro: Fabrizio Moro 2000
- Ornella Vanoni: Ricetta di donna 1980
- Edoardo Bennato: Non farti cadere le braccia 1973
- Mina: Uiallalla 1989
- Dori Ghezzi: Piccole donne 1983
- Nino D'Angelo: Cose di cuore 1987
- Pierangelo Bertoli: A muso duro 1979; Certi momenti 1980; Sedia elettrica 1989; Oracoli 1990; Italia d'oro 1992
- Formula 3: Frammenti rosa 1992
- Alessandro Mara: Alessandro Mara 1996
- Ricchi e Poveri: Pubblicità 1987
- Alice: Cosa resta... un fiore 1978
- Annalisa Minetti: Treno blu 1998
- Donatella Rettore: Estasi clamorosa 1981
- Vincenzo Spampinato: Vincenzo Spampinato 1978
- Bruno Lauzi: Amore caro, amore bello 1971; Lauzi oggi 1974; Inventario latino 1989
- Zucchero Fornaciari: Un po' di Zucchero 1983
- Gianluca Grignani: Destinazione Paradiso 1995; Il re del niente 2005
- Riccardo Fogli: Che ne sai 1979
- Biagio Antonacci: Sono cose che capitano 1989
- Gianna Nannini: Gianna Nannini 1976
- Roberto Soffici: In queste ore chiare 1972; Il canto dello scorpione 1978; Dimenticare 1979
- Francesco Guccini: Stanze di vita quotidiana 1974; Via Paolo Fabbri 43 1976; Guccini 1983
- Lighea: Impara a dire no 1996
- Gianni Bella: Io canto e tu 1977
- Cristiano De André: L'albero della cuccagna 1990; Canzoni con il naso lungo 1992
- Adriano Pappalardo: California no 1973; Non mi lasciare mai 1980
- Angelo Branduardi: Si può fare 1993; Domenica e lunedì 1994; Il dito e la luna 1998
- Sandro Giacobbe: Notte senza di te 1980
- Oscar Prudente: Donna che vai 1977
- Loredana Bertè: TIR 1977; Traslocando 1982
- Fabio Concato: Storie di sempre 1977; Svendita totale 1978; Zio Tom 1979; Fabio Concato 1982; Fabio Concato 1984; Senza avvisare 1986; Giannutri 1990; In viaggio 1992; Tutto qua 2012
- Roberto Vecchioni: Parabola 1971; Saldi di fine stagione 1972; Il re non si diverte 1973
- Lorenzo Zecchino: Vorrei parlar d'amore ma mi viene da ridere 1992
- Fiordaliso: Fiordaliso 1983; A ciascuno la sua donna 1985
- Mia Martini: Il giorno dopo 1973; Per amarti 1977; Danza 1978